# José María Romero de Tejada
José María Romero de Tejada (Barcelona, 15 d'agost de 1948 - Barcelona, 27 de novembre de 2017) fou un jurista català, fiscal superior de Justícia de Catalunya des del 2013 fins al dia que es va morir.
Estudià Dret a la Universitat de Barcelona (1965-1970), centre on va continuar exercint de docent. Quan tenia 25 anys entrà a l'escola judicial i la primera destinació va ser Palma. El setembre de 1974 va començar a treballar a la Fiscalia de Barcelona, on va ser tinent fiscal del Tribunal Superior de Justícia de Barcelona. Als anys 80 es va posicionar a favor de les actuacions del llavors fiscal anticorrupció Carlos Jiménez Villarejo en el cas Banca Catalana.
Va ser nomenat fiscal superior de Catalunya el juliol del 2013, després que la Fiscalia General de l'Estat obligués a dimitir Martín Rodríguez Sol per defensar la celebració de la consulta sobre la independència de Catalunya. Era considerat conservador perquè pertanyia a l'Associació de Fiscals. Per ordre d'Eduardo Torres-Dulce Lifante, va presentar la querella que va portar al Judici contra Mas, Ortega i Rigau pel 9-N.
El setembre de 2017 el govern espanyol va col·locar el tinent coronel de la Guàrdia Civil Diego Pérez de los Cobos Orihuel com a responsable de les forces de seguretat de Catalunya durant el decurs de l'Operació Anubisper intentar frenar el Referèndum d'autodeterminació de l'1 d'octubre.
Va morir degut a una baixada de defenses propiciada per l'estrès sofert a causa del procés independentista durant l'any 2017, malgrat que la leucèmia crònica que patia ja feia anys que era tractada mitjançant transfusions de plasma mensuals. Aquesta baixada de defenses no li va permetre fer front com calia a una pneumonia.